# تپه زمین محمدباقر
تپه زمین محمد باقر مربوط به دوره اشکانیان - دوران‌های تاریخی پس از اسلام است و در شهرستان شوشتر، ۱ کیلومتری غرب مهدی آب واقع شده و این اثر در تاریخ ۵ آذر ۱۳۸۰ با شمارهٔ ثبت ۴۲۱۹ به‌عنوان یکی از آثار ملی ایران به ثبت رسیده است.